# Contea di Fucheng
La contea di Fucheng (阜城县S, Fùchéng XiànP) è una contea della Cina, situata nella provincia di Hebei e amministrata dalla prefettura di Hengshui.